# Mercedes-Benz O402

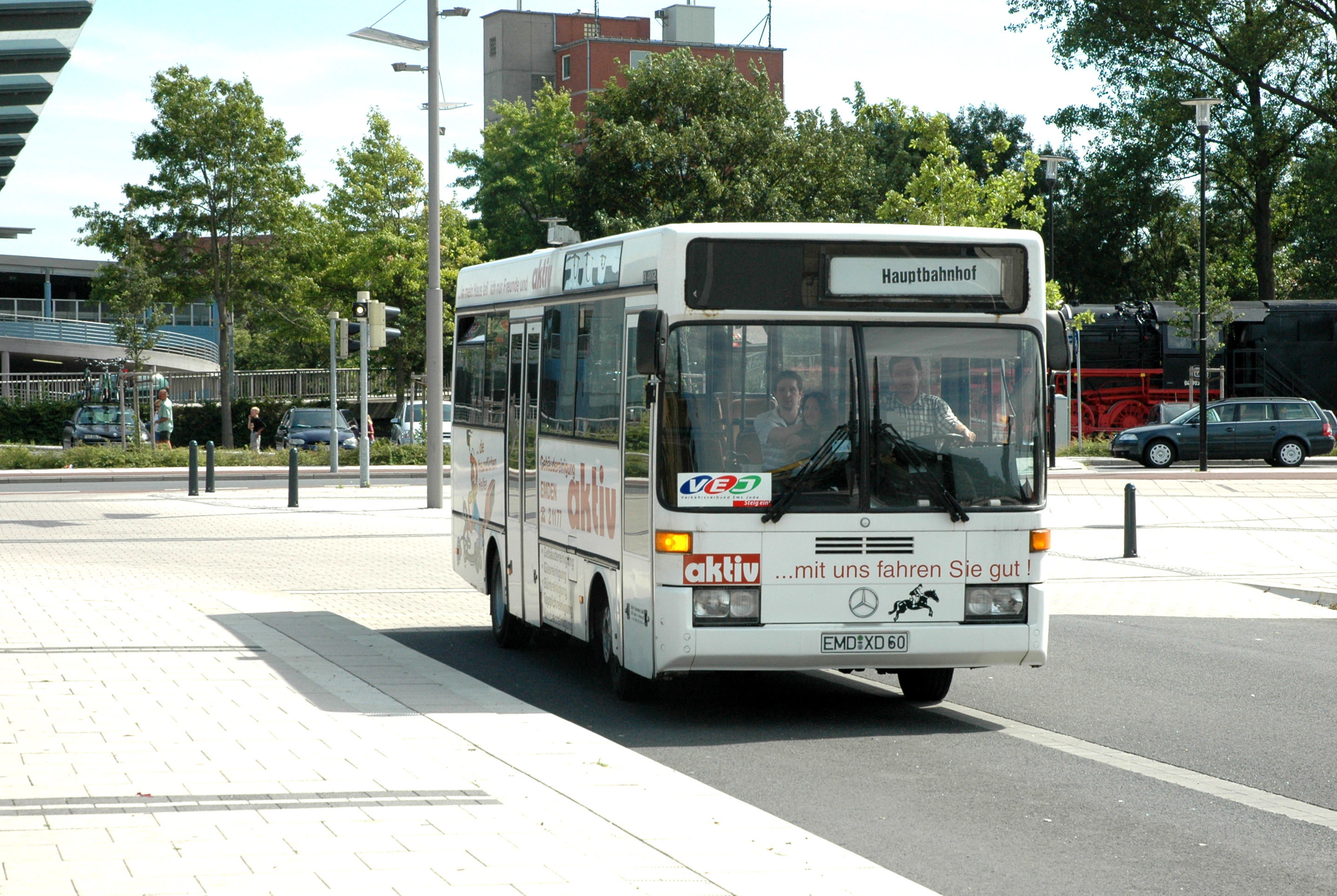
O402 stadsbus te Emden

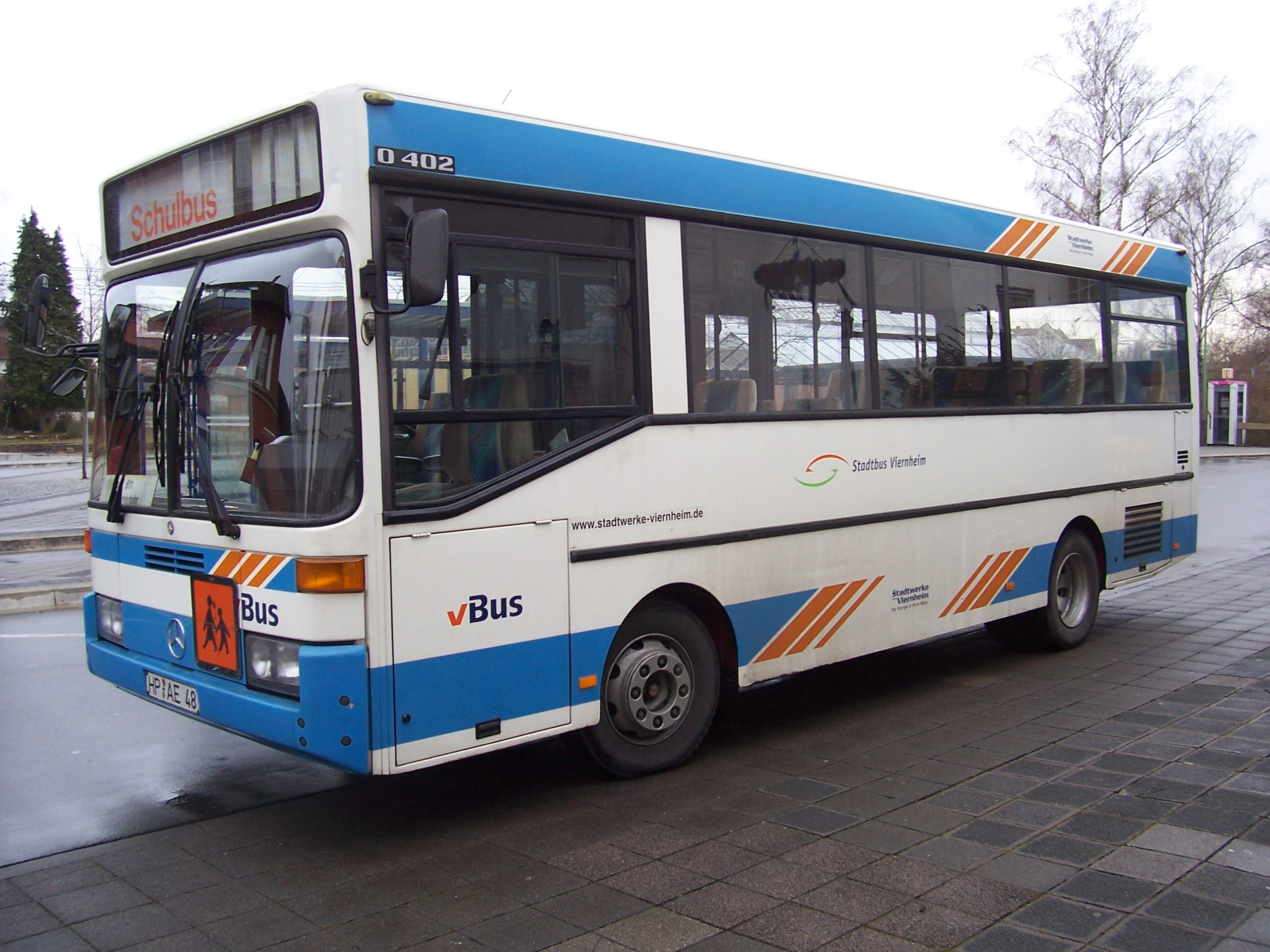
O402 in Viernheim

De Mercedes-Benz O402 is een voormalige lijn van hoogvloerige midibussen van het Duitse automobielconcern Daimler-Benz. De O402, in productie van 1985 tot 1989, was de kortere versie van de O405, maar is in aanzienlijk kleinere aantallen gebouwd. Het chassis is afkomstig van Nutzfahrzeuggesellschaft Arbon & Wetzikon (NAW) in Arbon (Zwitserland) en de carrosserie van Göppel Bus in Augsburg. De assemblage vond plaats bij Mercedes-Benz zelf. De bus is opgevolgd door de O405 NK.

## Inzet
In totaal zijn ongeveer 60 van deze bussen gebouwd. Veel O402's kwamen voor in het streekvervoer in Duitsland. Vijfentwintig exemplaren zijn in 1987 geëxporteerd naar Polen als de serie 179–203 van PKM Miejskiej in Poznań. In Nederland en België kwam de O402 niet voor.
In Duitsland is een O402 als "Einsatzwagen ELW 2" omgebouwd tot commandovoertuig voor de brandweer van Luchthaven München.

## Verwante modellen
De grotere versie van de O402 was de Mercedes-Benz O405. Deze had een zijraam meer, had een grotere wieldiameter en was circa 11,6 meter lang. Dit model kwam veel voor in Nederland, bij de streek- en stadsvervoerders Westnederland, Zuid-West-Nederland (ZWN), OAD, HTM, RET, GVB Groningen, SVD, Vermaat te Hellevoetsluis en Van Oeveren te Zierikzee, en later bij Arriva, Connexxion en TCR en in België bij diverse buspachters van de Vlaamse Vervoermaatschappij "De Lijn".